# Brachylomia albidior
Brachylomia albidior är en fjärilsart som beskrevs av Embrik Strand 1921. Brachylomia albidior ingår i släktet Brachylomia och familjen nattflyn. Inga underarter finns listade i Catalogue of Life.